# Viação Férrea Federal Leste Brasileiro
A Viação Férrea Federal Leste Brasileiro (VFFLB) foi criada em 1935 durante o governo do presidente Getúlio Vargas, pela encampação da Compagnie des Chemins de Fer Fédéraux de l'Est Brésilien (CCFFEB), empresa de capital franco-belga que explorava as principais linhas férreas do Estado da Bahia.
A VFFLB foi inicialmente formada por cinco estradas de ferro e que por fim foram unidas. Eram elas a Estrada de Ferro da Bahia ao São Francisco, Estrada de Ferro Centro-Oeste da Bahia, a Estrada de Ferro Petrolina a Teresina, Estrada de Ferro Central da Bahia (EFCBH) e a Estrada de Ferro Santo Amaro, ficando de fora a Estrada de Ferro de Ilhéus, Estrada de Ferro Bahia e Minas (EFBM) e a  Estrada de Ferro de Nazaré (TRN).

## Primórdios
O primeiro trecho de ferrovia partindo da cidade de Salvador foi construído em 1860, chegando até Alagoinhas três anos depois.[carece de fontes?]
Em 1881, foi aberto uma nova linha de Alagoinhas para Timbó, no norte do estado da Bahia.[carece de fontes?]
Na seqüência, a ferrovia atravessou a divisa com o estado de Sergipe, passando pelas cidades de Aracaju (1913) e Propriá, num total de 552 quilômetros.[carece de fontes?]

## Locomotivas
Em 1938 a VFFLB foi a pioneira na utilização de locomotivas diesel-elétricas, embora não implantando um amplo programa de dieselização. Suas primeiras locomotivas foram compradas junto a empresa English Electric Co., a mesma empresa que fornecerá equipamentos de tração para a RFN e a EFSJ. Foram compradas 3 locomotivas com potência de 450 HP, numeradas de 600 a 602.[carece de fontes?]
Foram adquiridas junto a Davenport Locomotive Works, dos Estados Unidos, em 1944/45, oito locomotivas, que foram numeradas de 603 a 610. Consta que todas essas locomotivas foram sucateadas a partir dos anos 60, não restando nenhum exemplar.

## Linhas e ramais
A VFFLB possui as seguintes linhas e ramais:
- Linha-tronco (Salvador-Alagoinhas)
- Linha do Sul (Mapele-Monte Azul)
- Linha Norte (Alagoinhas-Propriá)
- Linha Centro-Sul (Senhor do Bonfim-Iaçu)
- Ramal de Itaité (Queimadinhas-Itaetê)
- Ramal de Feira de Santana (Conceição da Feira-Feira de Santana)
- Ramal de Catuiçara (Buranhém-Catuiçara)
- Ramal de Capela (Murta-Capela)
- Ramal de Campo Formoso (Itinga-Campo Formoso)

## Antecessoras
A VFFLB foi formada pelas ferrovias da encampada CCFFEB:
- EF Bahia ao São Francisco
- EF Central da Bahia
- EF Centro-Oeste da Bahia
- EF Santo Amaro
- EF Petrolina a Teresina

## Sucessoras
A malha ferroviária sob controle da VFFLB, após extinta, foi transferida para:
- Rede Ferroviária Federal (RFFSA) - 1957-1996
- Ferrovia Centro-Atlântica (FCA) - concessão desde 1996